# Agent azurant

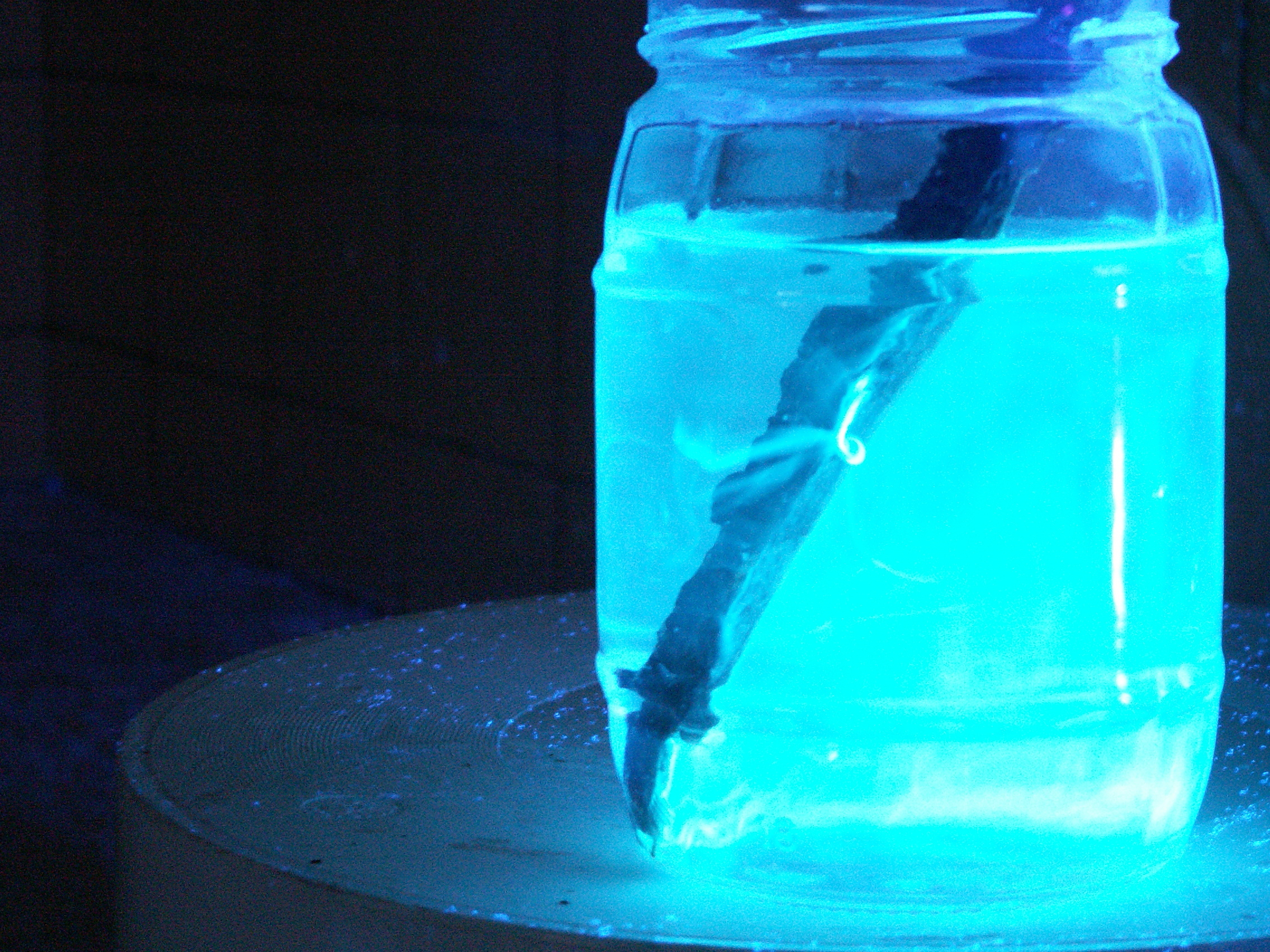
Fluorescence de l'esculine.

Un agent azurant ou azurant optique est une molécule qui absorbe les rayonnements électromagnétiques ultraviolets entre 300 et 400 nm de longueur d'onde et réémet ensuite cette énergie par fluorescence dans le visible entre 400 et 500 nm, soit les longueurs d'onde entre le bleu-violet et le bleu-vert avec un maximum dans le bleu. Cette particularité a un intérêt lorsque l'agent est combiné à certains matériaux nécessitant ou recherchant une certaine blancheur. En effet, certaines fibres naturelles telles la cellulose ont tendance à absorber dans le bleu et ont par conséquent un aspect jaunâtre. Afin de corriger ce problème, un agent azurant peut être ajouté afin de compléter la gamme de lumière visible et de donner ainsi au matériau un « éclat de blancheur ». En effet, la couleur blanche vue par l'œil humain est une combinaison de toutes les longueurs d'onde du visible.
Ce sont des molécules qui regroupent une multitude de composés également connus sous le nom d’« agent fluorescent ».

## Historique

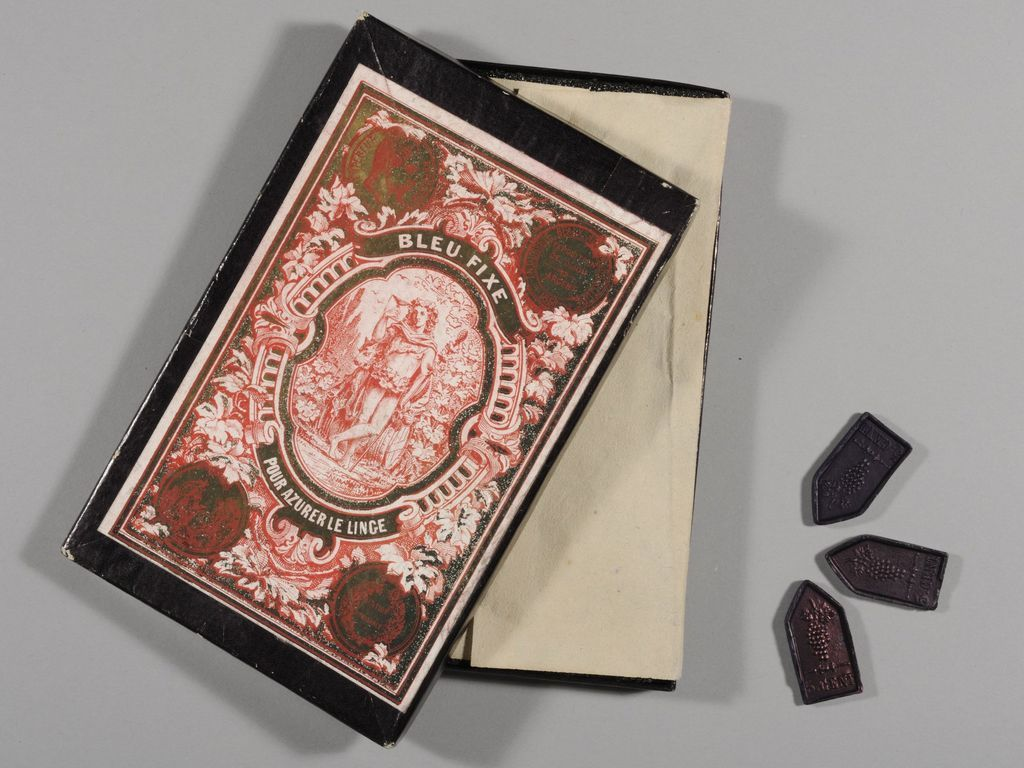
Pour azurer le linge, collection Musées départementaux de la Haute-Saône

La blanchisserie connaît depuis longtemps l'usage d'ajouter au dernier rinçage un peu de teinture bleue pour donner au linge une apparence plus blanche[réf. souhaitée]. En 1826, Jean-Baptiste Guimet met au point un bleu outremer synthétique, le bleu Guimet, qui, fabriqué industriellement dans l'usine créée à cet effet à Fleurieu-sur-Saône près de Lyon, sera assez bon marché pour cet usage.
La première molécule identifiée comme ayant des propriétés azurantes est l’esculine, une molécule extraite du Marronnier d’Inde. Cette découverte a été faite par hasard par Krais en 1929 après avoir ajouté l’extrait contenant l’esculine à du lin et de la viscose dans le but de rendre ces textiles imperméables. Ce faisant, il remarqua une augmentation de la luminosité des fibres de ces textiles. Cependant, cet effet disparut rapidement après exposition à la lumière et au nettoyage. Le premier agent azurant à être utilisé industriellement a été le methylumbelliferone, un dérivé de la coumarine.
Depuis, un nombre important d’agents azurants ont été créés pour être utilisés dans un grand nombre d’industries. Toutefois, seul un petit pourcentage de ces composés est utilisé de façon répandue. Malgré leur découverte à la fin des années 1920, l’utilisation de façon industrielle des agents azurants n’a commencé qu’au début des années 1930.
Les azurants, généralement peu résistants à la lumière et à l'exposition à l'air, ne s'utilisent pas en peinture.

## Structure et familles principales
Les agents azurants tels qu’utilisés par les industries n’apparaissent pas de façon naturelle. Ce sont des molécules organiques synthétiques créées à partir de dérivés contenant des cycles aromatiques. De nos jours (2008), la grande majorité des agents azurants utilisés par les industries proviennent de deux groupes principaux de dérivés de stilbènes et contenant des groupements sulfonates. Ces groupes comprennent le distyrylbiphényle (DSBP) et les dérivés de diaminostilbène (DAS). Quelques autres groupes incluent les dérivés de coumarines, de pyrazoline, de benzoxazole, de naphthalimide et de pyrène. Trois molécules de la famille des stilbènes composent la plus grosse part du marché mondial : le DSBP, le DAS1 et le DAS2 ou 4,4’-bis[(4-(4-sulfoanilino)-6-bis(2-hydroxyethyl)amino-1,3,5-triazin-2-yl)amino]stilbene-2,2’-disulfonate].
Les agents azurants en général sont des composés qui sont relativement polaires à cause des groupements sulfonates qu’ils contiennent. C’est d’ailleurs cette propriété qui leur donne leur grande affinité pour les polysaccharides qui sont à la base de la structure de la cellulose. Cette polarité explique également leur relativement bonne solubilité dans l’eau. Étant principalement des grosses molécules, elles sont peu volatiles. Un bon agent azurant est incolore ou presque quand il n’est pas lié, puis une fois lié n’absorbe pas dans le visible afin de ne pas retirer l'une des longueurs d'onde déjà émises par le matériau.

## Utilisation
Les principaux matériaux dans lesquels on retrouve ces molécules sont les détergents, les papiers, les textiles et les plastiques ; mais on peut également retrouver ces molécules dans les cosmétiques et les peintures. Selon les sources consultées l'importance de leur utilisation varie aux alentours de :
- ~50 % dans les détergents. Ils sont ajoutés directement dans la poudre ou le liquide pour ensuite se lier aux fibres lors du lavage,
- ~30 % dans les papiers. Ils sont incorporés lors de la fabrication,
- ~15 % dans les textiles. Ils sont incorporés directement sur les fibres des textiles neufs pour leur donner un bel éclat et donc les rendre plus attractifs pour le consommateur,
- ~5 % dans les plastiques. Ils sont incorporés durant la production pour diverses raisons.

Les agents azurants sont des molécules avec une bonne affinité pour la cellulose en plus d’être bien solubles dans l’eau. Ces propriétés les rendent spécialement aptes à l'utilisation dans les détergents. Plus particulièrement, les molécules DSBP et DAS1 sont les plus couramment utilisées et se trouvent principalement dans les détergents. En 1992, la production de ces deux molécules était estimée à 17 000 t/an mondialement dont 14 000 t/an de DAS1. La teneur moyenne en agents azurants dans les détergents n’est cependant que d’environ 0,15 %. Le DAS2 est pour sa part principalement utilisé dans les papiers, mais sa production est beaucoup moins importante.
Les agents azurants sont également utilisés pour augmenter la visibilité de papiers ou de tissus sous UV. Ces agents sont absents dans les billets de banque et les ordonnances sécurisées (par exemple pour la prescription de médicaments stupéfiants) pour détecter les contrefaçons, ainsi que dans les vêtements de militaires, pour éviter d'être facilement visible par les jumelles de vision nocturne[réf. nécessaire].
Certaines études ont démontré l'utilité des agents azurants quand ils sont combinés à des virus utilisés pour la lutte biologique. Ils permettraient de protéger ces virus des rayons UV souvent destructifs et diminuent donc la quantité de virus nécessaire[réf. nécessaire].

## Aspects toxicologique et écotoxicologique
Les agents azurants sont peu ou pas toxiques. Ils sont difficilement biodégradables et leur potentiel de bioaccumulation est considéré comme étant négligeable. En raison de leur utilisation majeure dans les détergents, leur principal impact écotoxicologique devrait se situer au niveau des espèces aquatiques. Cependant, peu d'études ont été menées à ce jour sur l'impact chronique (effet après exposition à long terme) de ces molécules dans ce milieu. Une étude effectuée sur les effets de toxicités chroniques du DAS1 sur une espèce de Daphnie a identifié ces molécules parmi les candidats sur lesquels des études plus approfondies devront être menées.

## Impacts environnementaux
La plupart des études qui ont pu être consultées sur le devenir environnemental des agents azurants concernent les deux molécules les plus utilisées, le DSBP et le DAS1. Il est sensé de baser les impacts environnementaux sur ces deux molécules puisque celles-ci sont retrouvées en grande majorité dans l’environnement. Il faut cependant retenir que ces deux types de molécules réagissent un peu différemment dans l’environnement, il est donc important de ne pas les confondre. Pour les autres composés, on peut supposer que leurs impacts éventuels sont beaucoup plus minimes comparés à ces deux molécules. Cependant, on sait qu’en chimie de l’environnement il ne faut pas trop faire de suppositions sur les impacts de certains composés à cause de la complexité de la matrice environnementale ; ceci entraîne souvent des effets imprévus. Plus d’études sont donc nécessaires.
Les agents azurants sont principalement retrouvés dans trois compartiments environnementaux : l’eau, les sédiments et les sols. Leur présence dans l’atmosphère est négligeable en raison de leurs grandes tailles moléculaires qui les rendent peu volatils. Les études qui ont été menées à ce jour indiquent clairement que ces molécules ne sont pas ou peu biodégradables alors qu'elles sont sensibles à la photodégradation. Cette photodégradation peut, par la suite, mener à la formation de composés qui, eux, sont biodégradables et ceci est particulièrement vrai pour le DSBP comparativement au DAS1. La sensibilité provient des liaisons doubles qui peuvent subir des  isomérisations réversibles d’une forme trans à une forme cis. 
Par exemple, pour le DSBP, la liaison peut passer de l’isomère (E, E), qui est la forme fluorescente, à la forme (E, Z) qui ne l’est pas.
En raison de leurs utilisations importantes dans les détergents, l’eau semble être la route principale empruntée par ces molécules pour se diffuser dans l’environnement. Cependant d’autres sources existent telles que les déchets des usines de papier ou de textile. Au niveau des détergents, le pourcentage de liaison sur les fibres textiles varie grandement selon le détergent et la nature de l’eau (pH, température, etc.). On obtient donc des valeurs de liaison aux fibres des vêtements qui varient entre 20 % et 95 %, le reste se retrouvant dans les eaux usées. Ces eaux usées sont ensuite acheminées vers les centres d’épuration pour finalement aboutir dans les lacs et les rivières. Au niveau des centres d’épuration, l’élimination de ces molécules dépend des différentes méthodes de traitement adoptées. Plusieurs études démontrent que les molécules ont une bonne affinité pour les particules, et donc que leur forme principale d’élimination au niveau des centres d’épuration est dans les boues d’épurations. Selon une étude menée sur un centre d’épuration en Suisse, on a montré qu’entre 50 % et 90 % des agents azurants présents dans les eaux usées sont éliminés et se retrouvent principalement dans ces boues d’épuration. Cependant, il reste encore des endroits dans le monde, particulièrement dans les pays pauvres, où on n'a pas accès à des centres d’épuration efficaces (ou qui ne possèdent pas de centres d'épuration du tout). Ceci amène donc à réfléchir sur le sort des agents azurants dans ces endroits. En effet, il est établi que la grosse majorité des détergents utilisent des agents azurants dans leur composition quelle qu'en soit la qualité. La présence d’agents azurants dans les eaux usées de ces endroits du monde ne peut donc pas être ignorée. Malheureusement, les impacts environnementaux des produits chimiques ne sont généralement pas les priorités de ces pays. Par conséquent il est important que les pays qui en ont le pouvoir procèdent aux études nécessaires. 
Les molécules ayant échappé aux traitements des centres d’épuration continuent leur cheminement en direction des lacs et des rivières. C’est à ce niveau que l’on peut prévoir le plus gros impact environnemental. En Suisse, l’étude de cinq rivières plus ou moins polluées ont montré des concentrations qui variaient de 0,04 à 0,4 µg/L pour le DAS1 et de 0,04 à 0,6 µg/L pour le DSBP. Des études similaires effectuées aux États-Unis sur 35 rivières ont, quant à elles, obtenu des concentrations qui variaient de 0,06 à 0,7 µg/L pour le DAS1. Cependant, une fois dans les lacs et rivières, ces molécules sont plus sensibles à la photodégradation, en particulier au niveau des eaux de surface, là où l’exposition à la lumière est maximale.  Lors des analyses, il faut donc prendre en compte les variations de saison puisqu’il y aura plus de photodégradation dans les mois plus ensoleillés. Pour celles qui ne subissent pas de photodégradation, elles finissent par être déposées sur le fond de ces masses d’eau pour se retrouver finalement dans les couches de sédiments. Cependant, une fois dans les sédiments, elles ne peuvent plus être photodégradées et, comme elles sont peu biodégradables, s’accumulent. 
Concernant leur devenir dans les sols, deux sources principales peuvent être retenues : la première est celle de l’épandage des boues d’épuration, l’autre est celle provenant des décharges. C’est là que se retrouvent les molécules qui n’ont pas été éliminées par la voie aqueuse. Dans cette catégorie on retrouve les agents azurants utilisés dans les papiers, les plastiques, les textiles, etc. Ces molécules sont entreposées telles quelles pour ensuite être enfouies sous terre ou incinérées. Aucune des sources consultées n’a pu démontrer les effets chimiques de l’incinération de ces molécules.

## Aspect analytique
Les méthodes chromatographiques sont les principales méthodes utilisées pour la caractérisation et la quantification des agents azurants. Une séparation par CCM (chromatographie sur couche mince) avec détection UV peut être effectuée pour déterminer la présence de ces molécules dans des échantillons. Pour leurs quantification et caractérisation, la méthode de HPLC par échange d’ion est la plus commune. Les méthodes de détections les plus courantes sont celles de la détection UV à barrette de diodes (UV-DAD, pour l'anglais diode-array detector), la détection par fluorescence et finalement la spectrométrie de masse (MS). Pour cette dernière méthode, les dérivés de stilbènes sont préférablement ionisés en mode négatif. Une étude a même démontré qu’il est possible de coupler une détection par fluorescence avec une irradiation post-colonne dans l’UV afin d'aider à éliminer les interférences présentes dans la matrice qui pourraient absorber dans l’UV aux mêmes longueurs d’onde. Pour les échantillons environnementaux pour lesquels les concentrations sont souvent très faibles, une étape de préconcentration sur SPE (Solid Phase Extraction) est habituellement employée. Les problèmes principaux rencontrés lors des analyses se situent au niveau de la séparation et de la quantification des différents isomères présents. Cependant, certaines études démontrent que ces problèmes peuvent être en partie corrigés par l’irradiation postcolonne. La phase mobile est souvent constituée d’un mélange d’eau avec de l’acétonitrile ou du méthanol.